# 아니비에
아니비에(프랑스어: Anniviers)는 스위스 발레주에 있는 시에르 지역의 시정촌이다. 그것은 발 다니비에에 있는 여섯 개의 지자체의 합병을 통해 형성되었다 : 에어(Ayer), 샹돌랑(Chandolin), 그리몽스(Grimentz), 생장(Saint-Jean), 생뤼크(Saint-Luc) 및 비수아(Vissoie). 합병은 2009년 1월 1일 발효되었으며, 지역별로 스위스의 세 번째로 큰 시정촌을 창설했다.

## 역사
인간의 정착은 청동기 시대와 철기 시대부터 시작된다. 이 지역은 나중에 첫 세기 동안 로마 제국에 의해 정복된 갈리아족에 의해 점령되었다. 로마 치하에서 계곡은 헬베티아 지방에 편입되었고, 아니베시움(Annivesium)으로 알려지게 되었다.
아니비에의 현재 주민들은 훈족 또는 관련 민족의 후손이라고 주장되며, 서로마 제국의 몰락 기간 또는 그 이후에 중앙아시아에서 유럽으로 이주했다. 이 지역에서 이전에 사용되던 멸종되고 기록되지 않은 언어는 헝가리어와 유사성을 가지고 있는 것으로 알려졌다. 발다니비에의 주민들은 일반적으로 이웃보다 훨씬 늦게 기독교인이 되었다. 스위스 여행 작가 마크 테오도르 부리는 《페나인 알프스와 래티셰 알프스 해설》(1781)에서 시온 주교단이 오랫동안 이교도 종교를 고수했던 계곡의 사람들을 개종시키기 위해 어떻게 투쟁했는지에 대해 썼다. 한 세기 후, 헝가리 성직자이자 역사가인 미하이 호르바스는 주민들에 대해 다음과 같이 말한다 : "그들은 그들이 옛 훈족의 후손이라고 말한다. 그들 중 대다수는 연한 파란 눈 또는 칙칙한 녹색 눈, 금발 또는 갈색 머리카락을 가지고 있으며, 크고 뼈가 많은 이마와 약간의 멍에뼈가 있다. 그들은 일반적인 코, 넓은 턱, 눈에 띄는 어깨와 목을 가지고 있으며, 일반적으로 낮은 통계이다. " 민속 예술, 요리 및 매장 의식을 포함한 다른 문화적 특징도 이 링크를 지원한다고 한다. 훈족에 대한 주민들의 연결에 관한 두 가지 주요 설이 있다 :
- 주민들은 카탈라우눔 전투(451 CE)에서 패배한 후 계곡에 정착한 아틸라의 추종자들로부터 후손이다.
- 그들은 10세기 동안 서유럽을 침략한 마자르인(헝가리인)의 후손이다.

이 계곡은 1052년까지 애니베슘(Annivesium)으로 알려졌다. 시옹의 주교는 1116년과 1138년 사이에 계곡을 소유하고 그것을 지부에 기증했다. 1193년에 이 지역은 아니비에 가족의 데메스네가 되었고, 라론(1381)에 의해 그 다음에. 재산은 1798년에 감독단에 반환되었다.
에어(Ayer)는 1296년에 처음 언급되었으며, 샹돌랑(Chandolin)은 1250년경에 Eschandulyns로 언급되었다. 그리몽스는 1052년에 그리미엔스로 처음 언급되었다. 이 마을은 이전에 독일 이름 Grimensi로 알려졌다. 생장은 1250년에 드 산토 요하네로 처음 언급되었다. 생뤼크는 1267년에 루스로, 1304년에 루크로 처음 언급되었다. 생뤼크라는 이름은 1850년경에 처음 등장했으며, 1904년까지 공식 이름을 사용했다.
계곡의 첫 번째 카트 경로가 약 1300년에 개간되었지만, 니켈과 코발트 광석의 운송을 위해 1854년까지 마차 도로가 건설되지 않았다. 포장된 도로는 1955년부터 시작되었다. 그것은 므와리댐을 건설하는 데 필요한 자재의 수송을 허용하기 위해 건설되었다.
본당 수는 1805년 두 곳에서 1932년 다섯 개로 증가했다. 1905년까지 여섯 개(에어, 샹돌랑, 생뤼크, 생장, 그리몽스, 비수아)의 지자체가 있었다.

## 지리

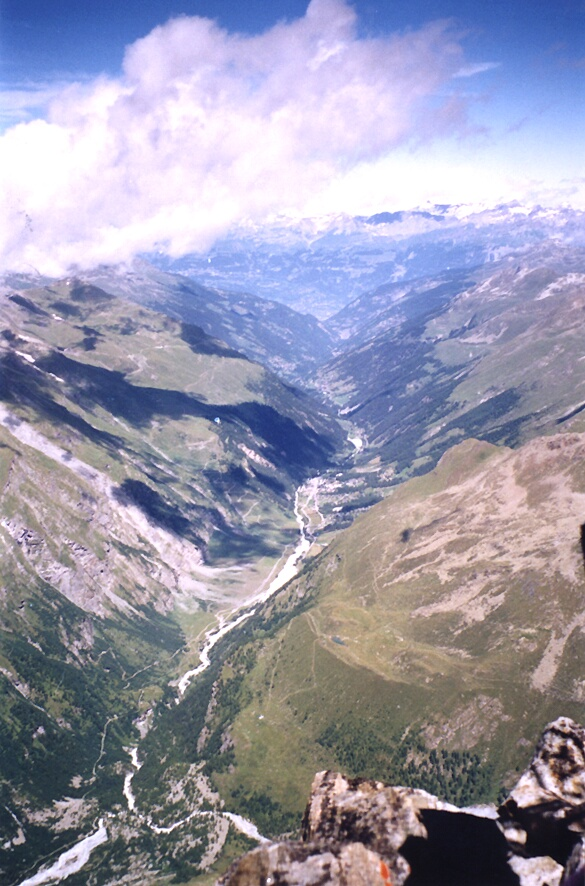
아니비에 계곡

아니비에는 2011년 현재 243.1k㎡ 면적을 가지고 있다. 이 지역 중 22.0%는 농업 목적으로 사용되며, 19.4%는 숲이 우거져 있다. 나머지 토지 중 1.5%는 정착 (건물 또는 도로)이고 57.1%는 비생산적인 토지이다.

## 인구통계

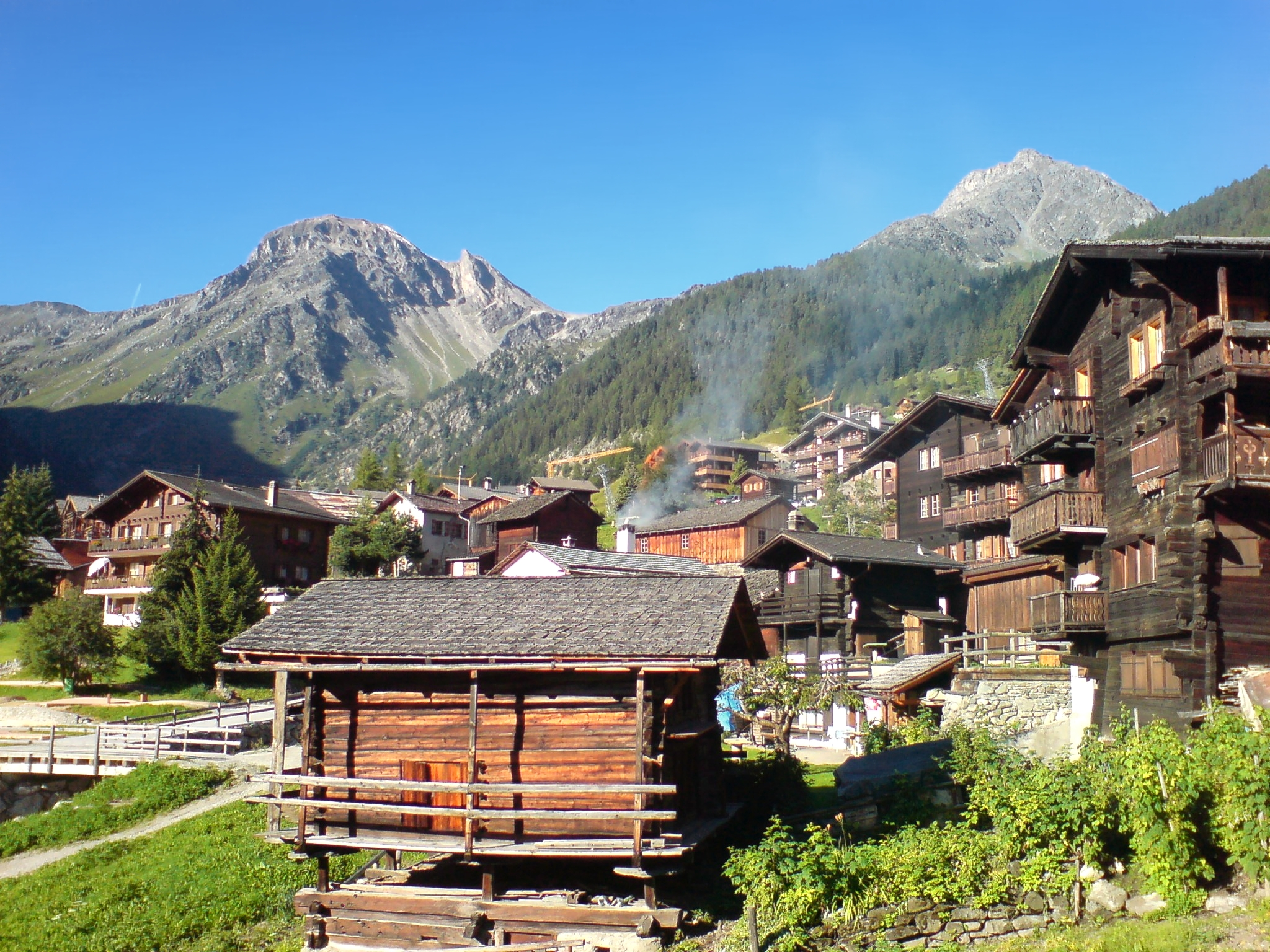
그리몽스 마을

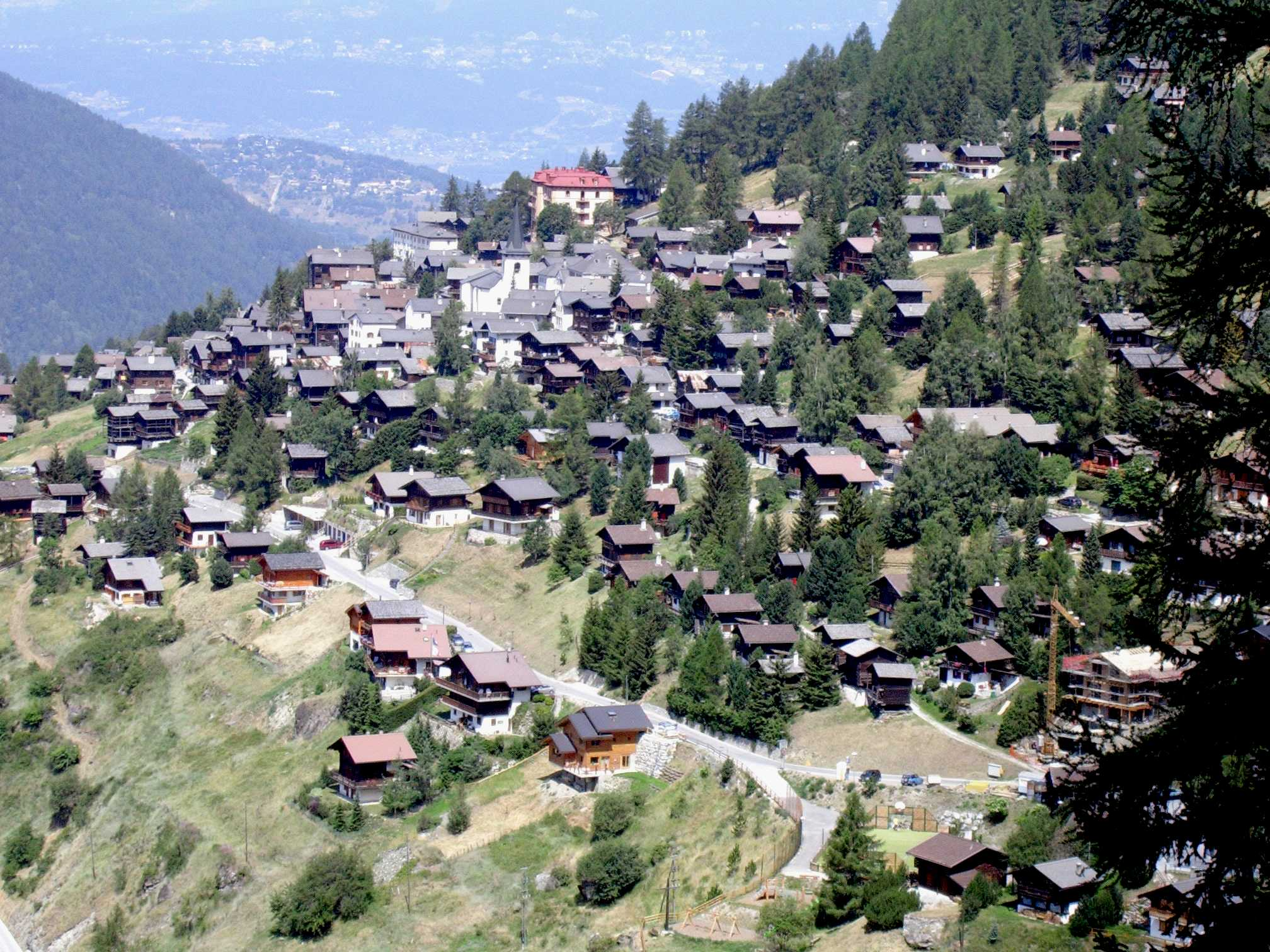
생뤼크 마을

2020년 12월 현재, 아니비에는 2,742명의 인구가 있다. 2008년 현재인구의 19.5%는 거주 외국인이다. 지난 10년 동안 (2000-2010) 인구는 14.4%의 비율로 변화했다. 그것은 이주로 인해 14.8%의 비율로 그리고 출생과 사망으로 인해 3.4%의 비율로 변경되었다.
인구의 대부분(2000년 현재)는 프랑스어 (89.6%)를 모국어로 사용하고 독일어는 두 번째로 일반적이며, (3.9%), 포르투갈어는 세 번째 (3.4%)이다.
2008년 현재 인구는 남성 52.1%, 여성 47.9%였다. 인구는 스위스 남성 1,038명(인구의 41.0%)과 스위스 남성이 아닌 남성 281명(11.1%)으로 구성되었다. 스위스 여성은 1,000명(39.5%), 스위스 여성은 213명(8.4%)이었다.
2000년 현재 어린이와 청소년(0-19세)은 인구의 25%를 차지하고 성인 (20-64세)은 60%를 차지하고 노인 (64세 이상)은 15.1%를 차지한다.
2009년 현재 새로운 주택 단위의 건설 비율은 1,000명의 거주자당 17개의 새로운 단위였다. 2010년 지자체의 공실률, 0.52%였다.
역사적 인구는 다음 도표에 나와 있다:

## 국가중요문화재

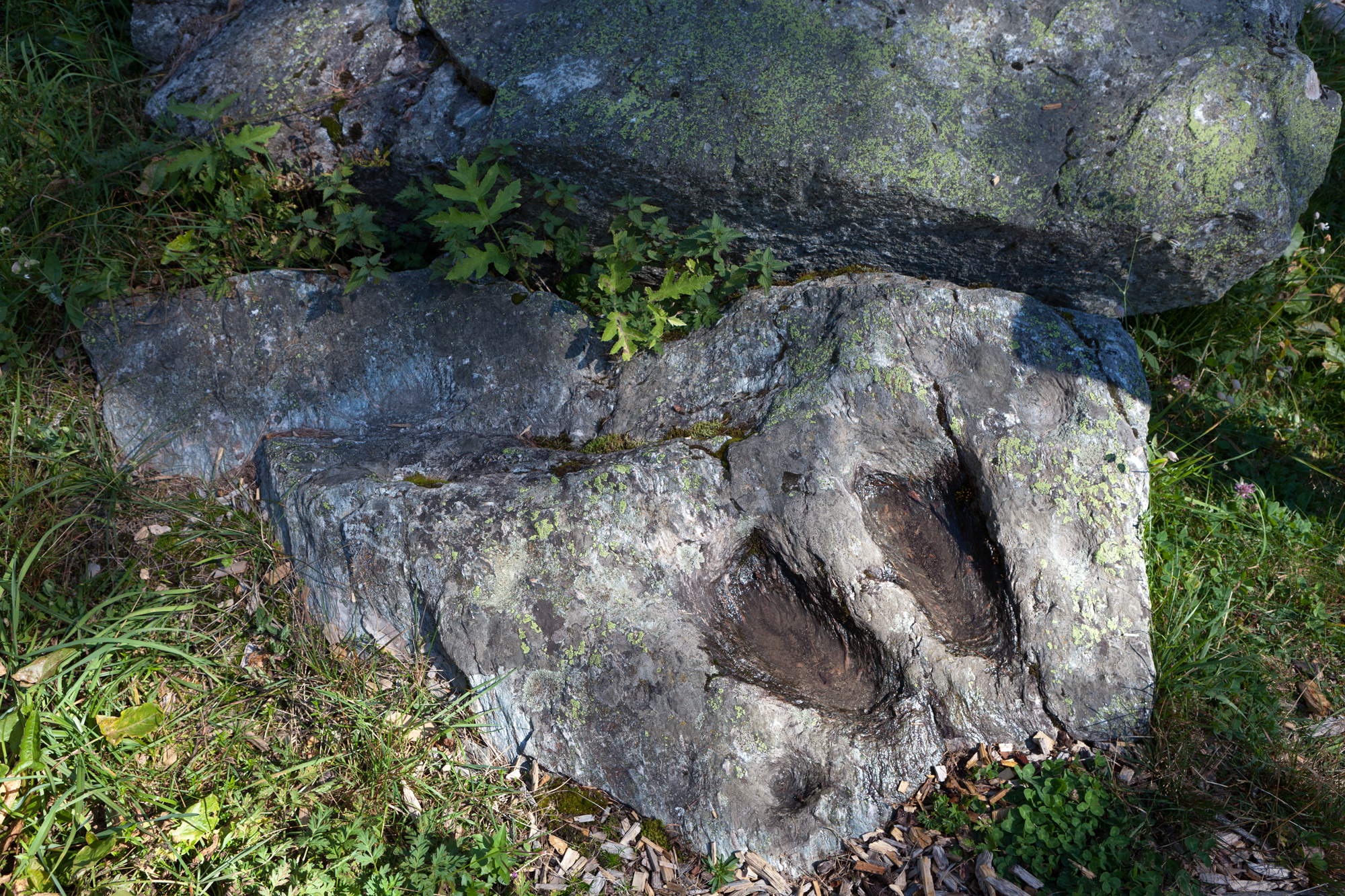
일로 보스케와 클랴슈의 갈석

그리몽스의 일로 보스케(Ilôt Bosquet)와 클라슈는 국가적으로 중요한 스위스 유산으로 등록되어 있다. 에어, 그리몽, 생장과 비수아의 마을과 팡섹(Pinsec)의 마을은 모두 스위스 문화유산 인벤토리의 일부이다.

## 정치
2008년 10월 12일 지방선거에서 스위스의 기독민주인민당은 6석, 스위스 자유민주당은 2석, AdG는 한 석을 차지했다.

## 경제
2010년 현재 아니비에의 실업률은 3.5%였다. 2008년 현재 주요 경제 부문에는 106명이 고용되어 있으며, 이 부문에는 약 55개의 비즈니스가 참여했다. 358 명이 중등 부문에 고용되었으며, 이 부문에는 43개의 비즈니스가 있었다. 669명이 고등 부문에 고용되었으며, 이 부문에는 142개의 사업체가 있다. 노동 인구의 7.5%는 대중교통을 사용하여 일하고, 53.1%는 개인 자동차를 사용했다.

## 기후
그리몽스 마을은 연간 평균 106.7일의 비나 눈이 내리며, 평균 769mm의 강수량을 받는다. 가장 습한 달은 8월이고, 그리몽스는 평균 82mm의 비나 눈을 내렸다. 이달 동안 평균 10.9 일 동안 강수량이 있다. 일년 중 가장 건조한 달은 4월이며, 8.6 일 동안 평균 52mm의 강수량을 기록했다.

## 교육
비수아 마을에는 다니비에 도서관이 있다. 도서관에는 (2008년 현재) 7,002권의 서적 또는 기타 매체를 보유하고 같은 해에 5,395권의 물품을 대출했다. 총 167일 동안 열렸으며, 그해 동안 주당 평균 25시간이 걸렸다.

## 관광
아니비에는 높은 관광 지역이다. 여러 하이킹 트레일과 다양한 스포츠 시설이 여름에 방문객을 환영한다. 겨울에는 그리몽, 생루퀴 – 샹돌랑 및 지날의 세 가지 스키 지역이 있다. 베르코랑(Vercorin)도 근처에 있지만, 기술적으로 시정촌에는 없다.

## 문화

### 특별 이벤트
매년 아니비에는 시에르-지날과 Grand Raid Cristalp 경주의 종착역이다.

### 지역 특산품
계곡의 전문 와인은 빈 뒤 빙하이다.